# 杭州路站
杭州路站位于中华人民共和国四川省成都市双流区，目前为成都地铁6号线的一座车站。本站于2020年12月18日随成都地铁6号线开通而启用。

## 车站结构
本站为地下二层岛式车站。
| 地面      |                                      | 出入口                           |  |
| 地下 一层 | 站厅层                               | 安检、售票机、卫生间             |  |
| 地下 二层 |                                      | 6号线列车往望丛祠方向 （昌公堰） |  |
| 地下 二层 | 岛式站台，左边车门将会开启           |                                  |  |
| 地下 二层 | 6号线列车往兰家沟方向 （天府商务区） |                                  |  |

## 出入口
本站目前开放5个出入口。
|              |              |                                        |      |
| 出口编号     | 设施         | 出口指示                               | 照片 |
|              | 无障碍卫生间 | 夔州大道（西）、双燕路东段、汉州路     |      |
| 出口 · B · 1 | 无障碍电梯   | 杭州路东段、隆祥街                     |      |
| 出口 · B · 2 |              | 夔州大道（西）                         |      |
| 出口 · C · 1 |              | 杭州路东段、厦门路东段                 |      |
| （暂未开通） |              | 夔州大道（东）                         |      |
| 出口 · D     | 无障碍电梯   | 夔州大道（东）、双燕路东段、厦门路东段 |      |